# Paštrovići
Paštrovići su crnogorsko pleme nastanjeno na Crnogorskom primorju između Kufina i Babinog Vira koji se pod ovim imenom prvi puta spominju 1355. godine u arhivima iz 14. i 15. stoljeća. 
Ime Paštrovića potiče od slavenske riječi pastr, koja na staroslavenskom znači "šaren". 
Paštrovići su imali razvijenu plemensku organizaciju oko čije su se jegre kasnije formirala 12 plemena, godine (1655.) su to bili: Bečići, Blizikuće, Butaki ili Buci, Crnci, Ćude, Glavoči, Kalođurđevići, Mikovići, Mitrovići, Nikolići, Reževići i Tomići. Ona nisu bila, kaže Jovan Vukomanović, zajedničkog podrijetla, a poticala su od vlastelinskih obitelji, 9 ih je bilo iz Stare Srbije, jedno podrijetlom od Pipera, jedno iz Hercegovine, i jedno (Nikolići) su nepoznatog podrijetla, kasnije nazivano Nikandrovići i Baroci, ali su nestali negdje u prvoj polovici 19. stoljeća. Izvorna imena raznih plemena Paštrovića kasnije su se mijenjala, i izgubila se, dok su neka njihova plemenska imena postali nazivi sela.
Svako od 12 plemena Paštrovića imalo je vlastiti narodni sud –bankada (nastalo od tal. banko, što znači pisaći stol), i zajednički sud svih plemena. Uz ovaj imali su i sud dobrih ljudi, sastavljen od 12 predstavnika, svaki iz jednog plemena. Bankadu sačinjavaju 4 "suđe" ("sudija") (suca), dvojica vojvode i iz svakog od 12 plemena po jedan vlastelin, njih 12. Paštrovski plemeniti sud zasijedao je u Svetom Stefanu, zbog čega je nosio naziv Mjesto Pravde. Posljednje zasijedanje održalo se 1929. godine.
Paštrovići su imali i svoju skupštinu (Sborum Pastrovichiorum). 
Izvršitelj sudske odluke bio je jedan oficijal, koji je i naplaćivao dug a oglašavao i javne prodaje. Na teren su nekada izlazili i sudija, vlastela i stimadurim, u tome slučaju uz naknadu štete plaćala se i taksa za njihov trud. Najčešća kazna bila je globa koja se uplaćivala u općinsku blagajnu, a dio je otuda odlazio i Mlečićima. Posljednji  'sud dobrih ljudi'  održan je 23 siječnja 1925., u samostanu Praskvici. Na 'sudovima dobrih ljudi' uglavnom su se rješavali međusobni sporovi, i mirilo se krvno zavađene strane. 
Paštrovići nisu bili mnogobrojan narod, ali su bili borbeni i ponosni. Isprva borbe vode s Mlečićima, u čemu se istakao Balša III. koji 1413. u Praskvici podiže manastir sv. Nikole, pa umre. Nakon njegove smrti s Mlecima zarate despot Stefan i Đurađ Branković, ali ni njima ne polazi za rukom da ih otjeraju s obale. Na koncu, nekih deset godina nakon Balšine smrti, točnije 4. travnja 1423. Paštrovići pregovaraju s Franceskom Bembom, zapovjednikom mletačke flote i potpisuju ugovor koji potvrđuje mletački dužd 1426. godine. Ovim ugovorom utvrđena su prava i i obveze Paštrovića; samouprava u vidu skupštine i grofa su im ostali. Do ovog ugovora, vjerojatno ne bi ni došlo, da im nije zaprijetila nova opasnost, Turci. Paštrovići su se radije priklonili Mlečićima. Ugovoru nisu pristupili Paštrovići iz Lastve, pa se tako osamostališe, ali ne zadugo. Turska opasnost izgledala im je veća od mletačke, pa potpisuju drugi ugovor, po kojemu su i dalje mogli sami birati svoje sudije. Pod Mlečićima Paštrovići su ostali sve do njihovog pada 1797.
Tijekom mletačkog perioda povijest Paštrovića krvava je i puna ratova, koje su prisiljeni braniti od turske najezde. Sjedište im je Svetom Stefanu osnovanom u 15. stoljeću, navodno od blaga što su ga zaplijenili s turskih brodova, na koje su oni jurišali u svojim lađicama. Sveti Stefan, podignut na otočiću i spojen uskom prevlakom, bio je opasan bedemima i odolijevao je svim napadima, sve do sredine druge polovice 16. stoljeća, kada su Turci razrušili dio zidina, ali grad ipak nije pao. 

## Ime i podrijetlo
Paštrovići svoje plemensko ime, smatra dobar poznavaoc Paštrovića Jovan Vukomanović, dobivaju po vlastelinskim obiteljima Paštrović, čije su glave obitelji bili Aleksa, Nikola, Ostoja, Radič i Stefan Paštrović, a dolazi od Pastro /Pastroje/, nastalom od latinske riječi pastor /=pastir/. Ove obitelji spominju se 1355. Iste te godine imenuju se i druge vlastelinske obitelji iz Lastve i Brestovika. -Ovi prvi pravi Paštrovići daju svoje ime i jezgru plemenskoj grupi koja se u ranoj drugoj polovici 17 stoljeća sastoji od 12 plemena, čija su imena već navedena. Većina njih bit će podrijetlom iz Stare Srbije, te ostal iz plemena Pipera, iz Hercegovine, i Nikolići, čije podrijetlo nije utvrđeno. -Do spominjanja 12 paštrovačkih plemena 1655., među paštrovačkim obiteljima u 14. i 15. stoljeću, spominju se poimence u jednoj povelji Balše Drugog: Dabajko Tomić, Nikola Martinović, Radić Miković, Harvoje Novaković, Dabajko Aleksić, Mirko Miletić i Aleksa Kanjoš. Kotorski trgovac Luka Bolica 1398. kao svoje dužnike spominje poimence Sladan Milmović, Stojan Suergucović, Đonas Stitar (vjerojatno Štitar i doseljenik iz Štitara), Glupko Radgostić, Cvjetoje Radinović, Radoje Milenk, Obrad Oblačić, Grubac Radmilović, Milovan Golkosić i Bogoslav Svatikio, te također i kmetove Stojko Sestan (vjerojatno Šestan, jer je bio iz Šestana) i Đonas Stitar (iz Štitara). 

## Etnografija
Život i običaji
Paštrovići, slično Bokeljima, orijentirani su moru i pomorstvu. Bilo je među njima brodovlasnika i kapetana, i vrijede za vješte pomorce, koji su se u povijesti znali baviti i gusarenjem. Većina njih ipak se bavi poljoprivredom i stočarstvom te izuzetno razvijenim maslinarstvom. Sama organizacija i mentalitet Paštrovića ipak je tipično crnogorski, što uključuje plemensku organizaciju i bratstva, osjećaj časti i ponosa, te krvnu osvetu koje se vjekovima održala i prenosila s koljena na koljeno, a poznajemo je i u Boki. Čast i ponos tjerali su ljude na krvnu osvetu, no ona je bila i jedan od glavnih razloga međuplemenskoj neslozi. 
Obitelj kod Paštrovića je brojna, to osobito vrijedi do početka 20. stoljeća, kada se poglavito priželjkivalo muško dijete. Rođenje sina bio je znak muškarcima iz bratstva da dolaze pred kuću domaćina, i donose djetetu poklon, koji mu se stavlja na kolijevku. Povod je to da se puca iz pušaka, a domaćin goste počasti vinom i rakijom, nakon čega bi se razišli kućama. Dijete se okupa u vinu i premaže uljem iz samostana gdje počiva neki svetac. Istog dana po rođenju djeteta, u kuću dolazi svećenik da prekadi kuću, jer je nečista. Dijete, osobito ako je žensko, dojit će iskusnija žena iz sela koja ima mušku djecu, kako bi rodilja kasnije dobila muško dijete. Kod Paštrovića do kraja 19 stoljeća nailazimo na mnoga stara vjerovanja u vradžbine vezane uz zaštitu djeteta od bolesti i drugih zala, kao stavljanje potkovice u vatru da dijete ne bi bolio trbuh. Porodilja se, što je tipično mnogim plemenima, napose u Americi, smatra nečistom, a ova 'nečistoća kod Paštrovića traje 40 dana, tijekom kojeg vremena je podvrgnuta nekoj vrsti ritualne izolacije, koja se sastoji od toga, da ne smije odlaziti u crkvu, mlin i na gumno, kako ne bi onečistila ta mjesta. Nakon 40 dana ovo joj je dozvoljeno, jer se kroz to vrijeme očistila.
Bratstva
Bečići, Čučuci, Gracuni, Klapavice, Kalađurđevići, Dabkovići, Kuljače, Kentere, Kažanegre, Balići, Mitrovići, Grlomani, Anđusi, Đuraševići, Sankovići, Jovanovići, Rađenovići, Luketići, Vojnići, Rafailovići, Markićevići, Divanovići, Goliši, Ljubiše, Niklanovići, Krute, Radovići, Vukovići, Sklenderi, Pavlovići, Kaloštrovići, Đedovići, Đakonovići, Zenovići, Perazići, Begovići, Bosnići, Franovići, Franićevići, Srzentići, Davidovići, Mikovići, Medigovići, Gregovići, Androvići, Radanovići, Šoljage, Vukotići, Suđići, Andrići, Midžori, Todorice, Armenci, Medini, Milutinovići, Draškovići, Živkovići, Perovići, Mainići, Vukmirovići, Novakovići.
D. Farlati zabilježio je da su Paštrovići većinom pravoslavni, osim bratstva Medina i mali dio iz bratstava Zanović, Rucović i Pastre. Medini su u doba Mletaka sazidali svoju crkvu sv. Vida. Kastel Lastva je početkom 18. stoljeća imala nekoliko katoličkih porodica, prema kojima su pravoslavci loše postupali. Paštrovski zbor ih je odbacio i obilježio: "nijedan pravoslavac ne smije oženiti od njih djevojkom, niti im dati djevojku", muškarci iz bratstva Medina morali su nositi po jednu bijelu, a drugu crvenu dokoljenicu, da bi ih se razlikovalo od ostalih Paštrovića. Zbog tog bojkota dio Medina prešao je u pravoslavlje, a drugi dio bratstva brodom je prebjegao u Budvu gdje su i danas njihovi potomci katolici.

## Znameniti
- Stefan Štiljanović, paštrovski knez

## Samostani
Postoji četiri samostana (manastira) u Paštrovićima: Praskvica, Gradište, Duljevo i proslavljeni Reževići koji je najvelebniji, kao i oko 36 crkava.
Samostan Režević se nalazi na Jadranskoj obali, između Budve i Petrovca. Tu su se Paštrovićki knjazevi birali. Mosti posljednjeg vladara Paštrovića, porijeklom iz plemena Bečića kod Budve, Stefana (Šćepana) Štiljanovića, (kasnijeg srpskog despota) su jedno vrijeme bili tu (sada su u Beogradu). Po predanju, na mjestu Reževića je bilo nekada pagansko svetište (ruševine i drugi ostaci vide se i danas). Stefan Prvovjenčani je živio u Reževiću, gdje je, po predaji, sagradio i 1223, godine posvetio crkvu  'Uspenija presvete Bogorodice'  (Uzačašća Bogorodice), a car Dušan je 1351. u Reževićima podigao crkvu arhiđakona Stefana. Istom prilikom je Paštrovićima posvetio svoj čuveni Zakonik, koji im je služio pri vjenčanjima i donošenju presuda na Sudinom Brdu.

## Poveznice
- montenegrina.net: Crnogorsko pleme Paštrovići
- visit-montenegro.cg.yu: Samostani u Paštrovića  Arhivirana inačica izvorne stranice od 13. kolovoza 2007. (Wayback Machine)
- Budva - Sveti Stefan  Arhivirana inačica izvorne stranice od 7. prosinca 2017. (Wayback Machine)
- Paštrovići, 1782. godine: "Ne možemo živjeti bez Crnogoraca"  Arhivirana inačica izvorne stranice od 30. studenoga 2016. (Wayback Machine)
- Paštrovići prije 593 godine od Venecije tražili da ih zaštiti od Srba i Turaka  Arhivirana inačica izvorne stranice od 4. travnja 2017. (Wayback Machine)